# STS-96
STS-96 var en flygning i det amerikanska rymdfärjeprogrammet och den tjugosjätte i ordningen för rymdfärjan Discovery. Den sköts upp från Pad 39B vid Kennedy Space Center i Florida den 27 maj 1999. Efter nästan tio dagar i omloppsbana runt jorden återinträdde rymdfärjan i jordens atmosfär och landade vid Kennedy Space Center.
Flygningen gick till Internationella rymdstationen, ISS.
Flygningens mål var att leverera utrustning och förnödenheter till rymdstationen, detta gjorde man med hjälp av en Spacehab-modul placerad i rymdfärjans lastrum. Man levererade även en rysk Strelakran.

## Rymdpromenader
Under flygningens enda rymdpromenad gjordes flera mindre installationer på utsidan av rymdstationen.

### Statistik
| 1 | Tamara E. Jernigan Daniel T. Barry | 30 maj 1999, 02:56 UTC | 30 maj 1999, 10:51 UTC | 7 tim, 55 min |

## Besättning
- Kent Rominger (4), befälhavare
- Rick Husband (1), pilot
- Ellen Ochoa (3), uppdragsspecialist
- Tamara E. Jernigan (5), uppdragsspecialist
- Daniel T. Barry (2), uppdragsspecialist
- Julie Payette (1), uppdragsspecialist
- Valerij Tokarev (1), uppdragsspecialist

## Väckningar
Under Geminiprogrammet började NASA spela musik för besättningar och sedan Apollo 15 har man varje "morgon" väckt besättningen med ett musikstycke, särskilt utvalt antingen för en enskild astronaut eller för de förhållanden som råder.
| Dag | Låt                   | Artist/Kompositör              |
| --- | --------------------- | ------------------------------ |
| 2   | "California Dreamin'" | Mamas and the Papas            |
| 3   | "Danger Zone"         | Kenny Loggins                  |
| 4   | Tema från Star Wars   | Space Center Intermediate Band |
| 5   | "Morning Colors"      | US Coast Guard Band            |
| 6   | "Amarillo by Morning" | George Strait                  |
| 7   | "Exultate Jubilate"   | Mozart                         |
| 9   | "Free Bird"           | Lynyrd Skynyrd                 |